# Le Retour du Docteur Mysterio
Le Retour du Docteur Mysterio (VO :« The Return of Doctor Mysterio ») est un épisode spécial de la série britannique de science-fiction Doctor Who diffusé le jour de Noël 2016. L’épisode a en vedette Peter Capaldi, avec Matt Lucas et Justin Chatwin dans la distribution.
C'est le douzième épisode spécial de Noël depuis la résurrection de la série en 2005. Il est écrit par Steven Moffat et mis en scène par Ed Bazalgette.
L'épisode voit le Docteur confronté à un super-héros, le Gardien.

## Résumé
Dans la nuit de Noël en 1992, à New York City, le Docteur est surpris par Grant, un garçon de 8 ans, alors qu'il s'est coincé dans un de ses propres pièges protégeant la machine qu'il a installée sur le toit de l'immeuble. Libéré, le Docteur accepte que Grant l'aide à finir sa machine et lui confie une gemme cosmique, mais le garçon pense qu'il s'agit d'un médicament contre le rhume et l’avale. Le Docteur voit alors Grant acquérir des super-pouvoirs par la gemme, capable de réaliser tout ses vœux. Il lui fait promettre de ne jamais les utiliser.
Le Docteur revient à New York en 2016 avec Nardole, libéré de l’armure de Hydroflax, pour inspecter les bureaux de Harmony Shoals, une mystérieuse multinationale scientifique et y croise Lucy Fletcher, journaliste, qui a les mêmes intentions. Ils découvrent que l'entreprise est dirigée par des cerveaux extraterrestres capables de prendre le contrôle des corps, dont M. Brock, le directeur et le Dr Sim, l'un des responsables scientifiques. Surpris, le Docteur, Nardole et Lucy se retrouvent coincés par le Dr Sim mais sont sauvés par le Gardien, un super-héros masqué qui le neutralise puis part en volant avec Lucy. Le Docteur reconnait Grant sous le masque et le retrouve dans l’appartement de Lucy, où il travaille comme nounou pour la fille de Lucy.
Lucy tente d'interroger le Docteur, qui finit par révéler que les extraterrestres qu'elle a vus sont en train de conquérir la Terre en prenant possession des corps des dirigeants du monde. Le Docteur et Nardole partent ensuite enquêter dans les bâtiments contrôlés par les cerveaux pendant que Lucy arrange une interview avec le Gardien. Le Docteur et Nardole retrouvent ainsi une navette en orbite basse de la Terre qui semble abandonnée et dans un état critique. Surpris par le Dr Sim, le Docteur comprend peu à peu le plan des extraterrestres : provoquer la chute de la navette sur New York, détruisant la ville sauf la tour de Harmony Shoal, conçue pour résister à l'explosion, attirant ainsi l'attention les demandes d'aide des puissants du monde qui seront capturés et contrôlés par la suite. Le Docteur sabote leur plan en provoquant la chute de l’engin plus tôt que prévu.
Pendant leur rencontre, Grant - sous le costume du Gardien - et Lucy sont capturés par Brock, qui veut le corps du Gardien et ses formidables capacités. Grant tente une distraction et reçoit un message du Docteur, le forçant à arrêter la navette dans sa chute et révélant sa double identité à Lucy. Le Docteur confie ensuite le sort de Harmony Shoal à UNIT, mais un des cerveaux parvient à fuir en prenant le contrôle d'un des soldats de UNIT. Dans l’appartement de Lucy, le Docteur espère que Grant va arrêter d'utiliser ses pouvoirs. Lucy remarque la tristesse du Docteur, qui reste évasif, et part. Nardole explique qu'il pleure encore la mort de River Song mais que, bientôt, il tournera la page et reprendra ses aventures.

## Distribution
- Peter Capaldi (VF : Philippe Résimont) : Le Docteur
- Matt Lucas (VF : Philippe Allard) : Nardole
- Justin Chatwin  : Grant / Le Gardien
- Charity Wakefield  : Lucy Fletcher
- Tomiwa Edun  : (VF : Alexandre Crépet) : M. Brock
- Aleksandar Jovanovic : (VF : Jean-Michel Vovk) : Docteur Sim
- Logan Hoffman  : Grant enfant

### Continuité
- L'épisode se passe après Les Maris de River Song et Tonight We Might Die de la série spin-off Class. D'ailleurs plusieurs références sont faites à l'intrigue de l'épisode de Noël 2015 comme le fait que le Docteur ait enlevé la tête de Nardole du corps de Hydroflax et la mention de la mort de River Song après 24 ans à ses côtés sur Darillium.
- Au début de l'épisode, le Docteur construit un dispositif permettant de pallier l'effet de paradoxe de sa précédente visite dans « Les Anges prennent Manhattan ».
- Lorsque Grant dit qu'il a toujours un rhume à Noël, le Docteur affirme « Moi aussi, ou une invasion.» en référence aux invasions des précédents épisodes spéciaux de Noël comme L'Invasion de Noël.
- Les Aliens échangeurs de cerveaux étaient apparus dans l'épisode de Noël précédent « Les Maris de River Song » en tant que fidèles dévots du Roi Hydroflax. Leur principal agent, Scratch, affirmait qu'ils représentaient l'Assemblée de l'Harmonie de l'Hiver. Dans l'épisode actuel, ils sont nommés Harmony Shoal, ce qui colle avec la précédente affirmation (Harmony Shoal pouvant se traduire par Assemblée de l'Harmonie).
- Le Docteur dit à Lucy qu'il travaille pour Scotland Yard, chose qu'il avait également faite dans « Une vie sans fin ». Précédemment, le Dixième Docteur avait prétendu la même chose face aux invités de Lady Eddison dans « Agatha Christie mène l'enquête » tandis que le Onzième Docteur affirmait au président Richard Nixon qu'il était en mission sous couverture pour Scotland Yard (Nom de code : « Le Docteur »), dans « L'Impossible Astronaute ».
- Lorsque les troupes de UNIT prennent le contrôle du quartier général d'Harmony Shoal, l'un des soldats signale qu'il va contacter Osgood, en référence à Petronella Osgood, apparue dans de précédents épisodes (« Le Jour du Docteur », « Mort au paradis » et « Vérité ou Conséquences, première partie » / « Vérité ou Conséquences, deuxième partie »).